# مهرجان في الصحراء

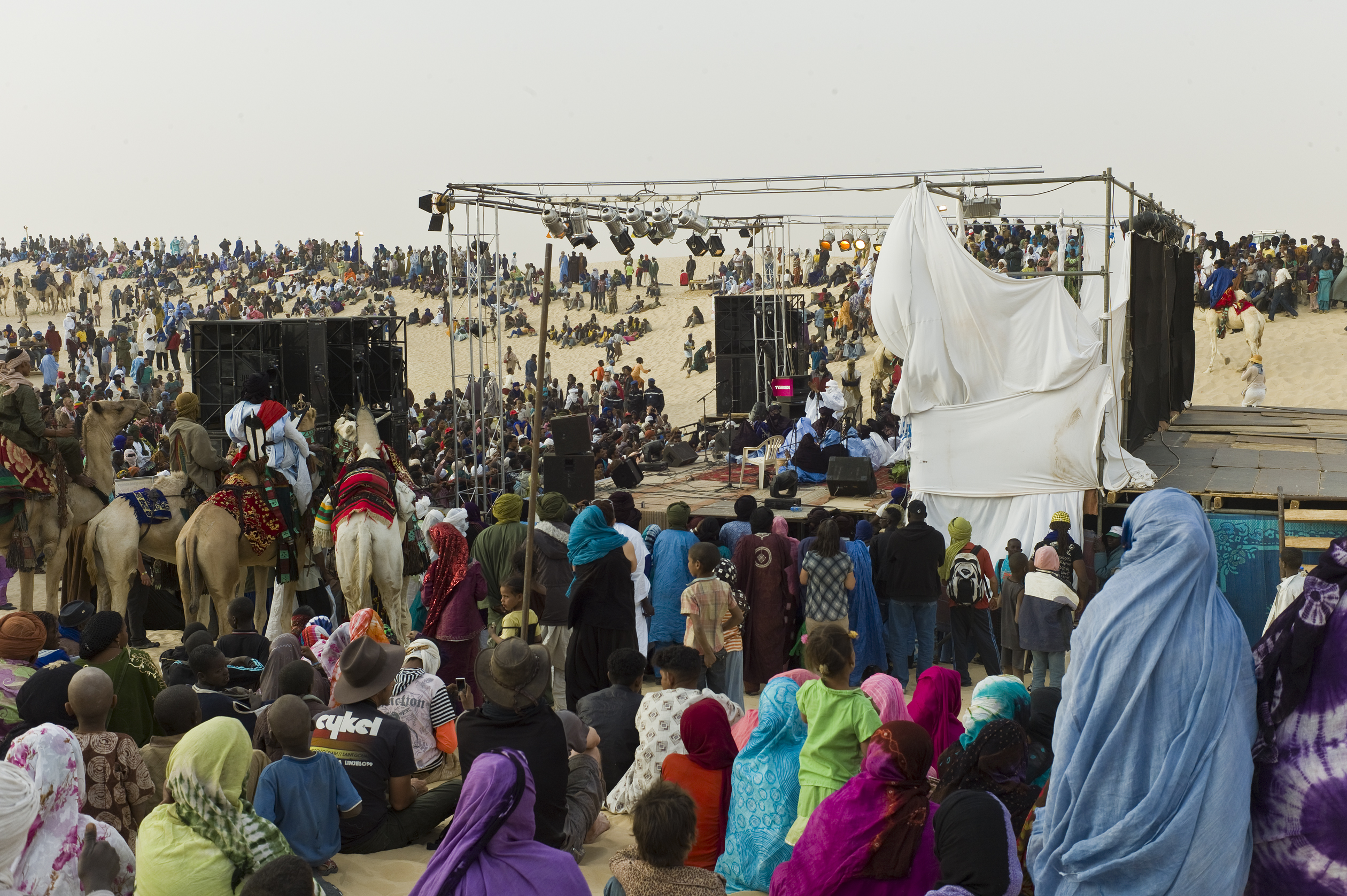
مهرجان في الصحراء قرب تمبكتو سنة 2012

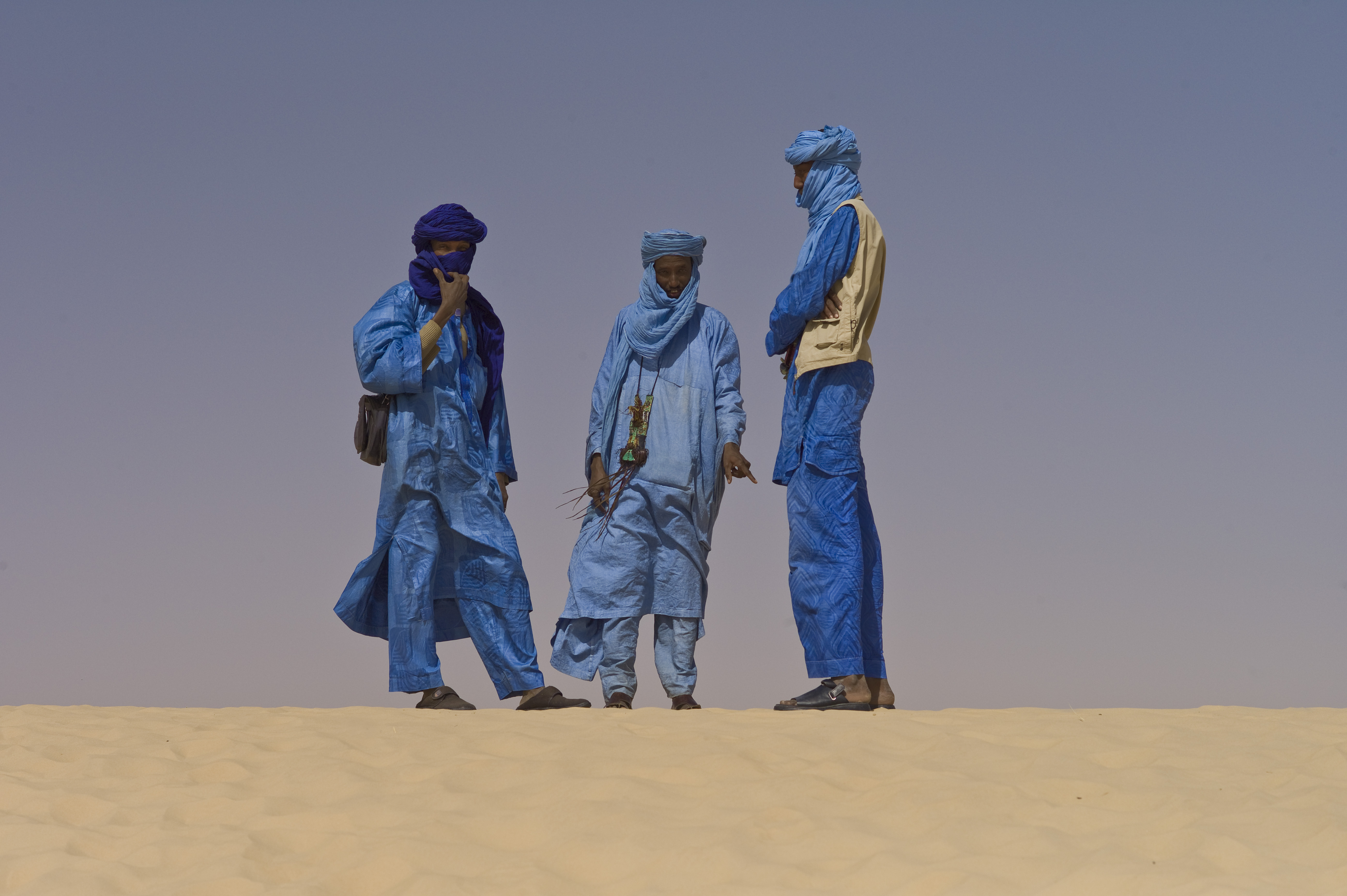
طوارق في مهرجان في الصحراء 2012 قرب تمبكتو، بضعة أيام قبل انطلاق ثورة الطوارق 2012 من الحركة الوطنية لتحرير أزواد

مهرجان «في الصحراء» هو مهرجان سنوي يقام في مالي، يحتفل بموسيقى الصحراء، خاصة منها موسيقى الطوارق.
أقيمت أول نسخة من المهرجان سنة 2001  في تين اساكو، ثم انتقل إلى منطقة إساكان حيث أصبح معروفا عالميا بمهرجان إساكان.
يدوم المهرجان ثلاثة أيام  و يجمع عدة فنانين من الصحراء و ضيوف غربيين. من أبرز من شارك في المهرجان: أومو سانغاري، تيناريوين، روبرت بلانت، علي فاركا توري , بونو و كذا باسكو كوياتي.
نظمت آخر دورة للمهرجان سنة 2012، و السبب هو تداعيات الصراع في شمال مالي. منذ ذلك الوقت يتم تأجيل الدورات في انتظار توفر الظروف الأمنية المواتية لعودته.